# Passières
Passières is een gehucht in de Franse gemeente Chichilianne, departement Isère, regio Auvergne-Rhône-Alpes. Het ligt tegen de oostkant van de plaats Chichilianne aan. In tegenstelling tot het nog iets oostelijker Les Oches wordt voor dit gehucht geen eigen plaatsnaambord gebruikt. In het gehucht ligt het kasteeltje Château de Passières uit de 14e eeuw.
Dorp: Chichilianne (L'Église)       Gehuchten: Bernardière · Château Vieux · Donnière · Les Oches · Passières · Richardière · Ruthière